# The Next Episode
The Next Episode è il terzo singolo estratto dal secondo album in studio di Dr. Dre, 2001. Il singolo è stato pubblicato il 4 luglio 2000 e vede la collaborazione di Snoop Dogg, Kurupt e Nate Dogg. Il brano è un sample del famoso brano strumentale dell'attore e musicista scozzese David McCallum The Edge, composto con il musicista statunitense David Axelrod. Inoltre, The Next Episode è la continuazione del famoso singolo di Dr. Dre estratto dall'album The Chronic, Nuthin' But a "G" Thang, concluso da Snoop Dogg proprio con la frase "So just chill, until the next episode".

## Tracce
UK CD single #1
1. The Next Episode (LP Version) 2:42
2. Bad Guys Always Die (feat. Eminem) 3:25
3. The Next Episode (Instrumental) 3:42
4. The Next Episode (Music Video) 3:54

UK CD single #2
1. The Next Episode (LP Version) 2:42
2. Fuck You - 3:25
3. Bang Bang (Instrumental) - 3:42
4. Forgot About Dre (Instrumental) - 3:54
5. Forgot About Dre (Music Video)

12" in vinile
1. The Next Episode (LP Version) – 2:42
2. Bad Guys Always Die (feat. Eminem) – 4:38
3. Bang Bang (feat. Hittman) - 3:42

## Remix
Nel 2011 viene realizzato un remix amatoriale dal dj danese Hedegaard. Questa rivisitazione della canzone diventerà popolare solo nel 2014, riportando in auge il pezzo che sarà ribattezzato con il titolo di "Smoke Weed Everyday". Il remix conta milioni di visualizzazioni su YouTube diventando un vero e proprio fenomeno virale sul web.

## Curiosità
- Il brano è stato usato come tema ricorrente nel film Kangaroo Jack - Prendi i soldi e salta, film con, tra gli altri, Jerry O'Connell.

## Classifiche

### Classifiche settimanali
| Classifica (2000)                     | Posizione massima |
| ------------------------------------- | ----------------- |
| Austria                               | 56                |
| Belgio (Fiandre)                      | 6                 |
| Belgio (Vallonia)                     | 9                 |
| Francia                               | 22                |
| Germania                              | 34                |
| Irlanda                               | 11                |
| Paesi Bassi                           | 26                |
| Regno Unito                           | 3                 |
| Regno Unito R&B                       | 2                 |
| Stati Uniti                           | 23                |
| US Hot R&B/Hip-Hop Songs              | 11                |
| US Hot R&B/Hip Hop Digital Song Sales | 46                |
| US Hot Rap Songs                      | 9                 |
| US Radio Songs                        | 16                |
| US Rhytmic                            | 2                 |
| US R&B/Hip-Hop Airplay                | 11                |
| Svizzera                              | 34                |

### Classifiche di fine anno
| Classifica (2000)        | Posizione massima |
| ------------------------ | ----------------- |
| Stati Uniti              | 76                |
| US Hot R&B/Hip-Hop Songs | 47                |